# Carlo Annovazzi
Carlo Annovazzi   (Milà, 24 de maig de 1925 - Milà, 10 d'octubre de 1980) fou un futbolista italià de la dècada de 1950.
Fou 17 cops internacional amb la selecció de futbol d'Itàlia amb la qual participa al Mundial de 1950.
Pel que fa a clubs, destacà a AC Milan i Atalanta BC.